# Conférence de Londres (1830)
Pour les articles homonymes, voir Conférence de Londres.

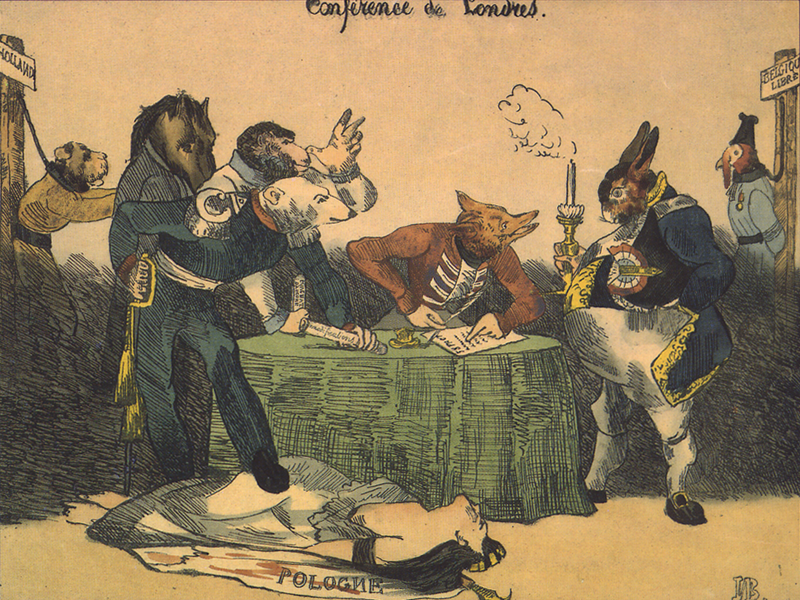
Lithographie de la conférence de Londres par Honoré Daumier parue en 1832.
De gauche à droite: le Royaume uni des Pays-Bas attaché au poteau, la Prusse (le cheval), l'Autriche (le singe), la Russie (l'ours polaire) piétinant la Pologne, le Royaume-Uni (le renard), la France (le lièvre à effigie de Louis-Philippe Ier), à droite attaché au poteau : la Belgique (le dindon).

La conférence de Londres de 1830 désigne la réunion des puissances européennes dans le cadre de la guerre belgo-néerlandaise qui suivit la révolution belge.
Elle se tint au Foreign Office de Londres où elle réunit les grandes puissances européennes (l'Autriche, la France, la Prusse, le Royaume-Uni et la Russie) en plus des Pays-Bas et de la Belgique.
Elle aboutit à 70 protocoles et à deux traités entre le 4 novembre 1830 et octobre 1832.
Parmi eux, le protocole n°11 du 20 janvier 1831 reconnait l'indépendance de la Belgique et le traité des XXVII articles du 15 novembre 1831 redessines les futures frontières de la Belgique, notamment avec les Pays-Bas et avec le Grand-duché de Luxembourg après la période de la « question luxembourgeoise ».

## Contexte
Après la défaite de Napoléon Bonaparte lors de la bataille de Waterloo le 18 juin 1815 le Premier Empire français est définitivement dissous et les grandes puissances européennes se réunissent lors du Congrès de Vienne pour décider de l'avenir des anciens territoires annexés lors des guerres de la Révolution française puis lors des guerres napoléoniennes. Souhaitant disposer d'un rempart contre les éventuelles nouvelles ambitions expansionnistes françaises, les vainqueurs décident de créer un nouvel état « tampon » entre la France et la Prusse. C'est ainsi que, le 15 mars 1815, le royaume uni des Pays-Bas voit le jour avec, comme souverain, Guillaume Ier de la maison d'Orange-Nassau. 
Cependant, le mariage entre belges et néerlandais ne se déroule pas comme prévu. Les premiers, majoritairement catholiques, se sentent opprimés par les « hollandais » majoritairement protestants, notamment sur le plan politique, alors qu'ils représentent la majorité de la population. De nombreuses discordes voient le jour, révélant de profondes disparités entre les deux peuples. Le protocole n°7 de la conférence, daté du 20 décembre 1830, reconnait tout particulièrement cette situation :

« (...) En formant, par les traités en question, l'union de la Belgique avec la Hollande, les puissances signataires de ces mêmes traités, et dont les plénipotentiaires sont assemblés dans ce moment, avaient eu pour but de fonder un juste équilibre en Europe, et d'assurer le maintien de la paix générale.
Les évènements des quatre derniers mois ont malheureusement démontré que « cet amalgame parfait et complet que les Puissances voulaient opérer entre ces deux pays, » n'avait pas été obtenu, qu'il serait désormais impossible à effectuer, qu'ainsi l'objet même de l'union de la Belgique avec la Hollande se trouve détruit, et que dès lors il devient indispensable de recourir à d'autres arrangements pour accomplir les intentions, à l'exécution desquelles cette union devait servir de moyen. (...) »

La révolution belge éclate le 25 aout 1830 à Bruxelles, marquant le début de la guerre belgo-néerlandaise. Après avoir chassé la garnison néerlandaise de Bruxelles, lors de l'épisode des Journées de septembre, le gouvernement provisoire proclame unilatéralement l'indépendance de la Belgique le 4 octobre 1830, soit des huit provinces méridionales du royaume.

## Déroulement

Un plan de partition de la Belgique fut proposé par le diplomate français Charles de Flahaut mais refusé à la Conférence.

### Genèse
Le 3 octobre 1830, le roi des Pays-Bas Guillaume 1er demande officiellement le secours armé des quatre états signataires du protocole de Londres du 21 juin 1814 (l'Autriche, la Prusse, la Russie et le Royaume-Uni). Les puissances conviennent cependant de régler l’affaire par des moyens diplomatiques et décident de se réunir en conférence au Foreign Office de Londres. La France y est également invitée. 
Les discussions débutent le 4 novembre 1830 en imposant un armistice aux deux belligérants de la guerre belgo-néerlandaise. La question de reconnaitre ou non l'indépendance de la Belgique se pose. Un premier plan de partage émanant du diplomate français Charles de Flahaut est rejeté. Il consistait à diviser les différentes parties de la jeune Belgique et de les attribuer à ses quatre voisins : la France, les Pays-Bas, la Prusse et le Royaume-Uni. A la place, le 20 décembre 1830, la conférence reconnait l'indépendance de la Belgique à l'exception des Pays-Bas puis proclame la neutralité et l’inviolabilité perpétuelle de la Belgique le 20 janvier 1831.

### Évolution des négociations
La conférence publie 70 protocoles entre le 4 novembre 1830 et le 30 septembre 1832 afin de réguler la situation entre la Belgique et les Pays-Bas. Parmi eux, le 20 janvier 1831, la Conférence publie 2 protocoles essentiels (n°11 et 12). Le premier sur les « bases de la séparation » traite de la formation territoriale de la Belgique et définit la frontière entre la Belgique et les Pays-Bas comme celle des frontières de 1790 entre les États belgiques unis et les Provinces-unies. Le second traite de l'aspect économique du « partage des dettes » disant que la Belgique supportera les 16/31e de la dette de l'ancien Royaume uni des Pays-Bas, alors qu’elle n’était que très peu endettée en 1815. Le Congrès National rejette alors les bases de la séparation le 1er février 1831 pour différents motifs. Il conteste entre autres la perte de la Flandre zélandaise et de Maastricht perdus lors des traités de Westphalie en 1648 mais rattachés depuis la annexion française aux départements réunis en 1795. Il demande de garantir la liberté de la navigation sur l’Escaut et juge également le partage de la dette comme inéquitable.

## Participants
- Belgique
- Empire d'Autriche : Paul III Anton Esterházy
- Empire russe : Andrzej Matuszewicz (pl)
- France : Charles-Maurice de Talleyrand-Périgord
- Royaume uni des Pays-Bas
- Royaume de Prusse : Heinrich von Bülow
- Royaume-Uni de Grande-Bretagne et d'Irlande : Henry John Temple

## Conséquences
La conférence de Londres abouti au traité des XVIII articles, signé dans la même ville le 26 juin 1831. Il ne fut toutefois jamais appliqué, Guillaume 1er violant l'armistice dès le 2 aout 1831 en lançant la campagne des Dix-Jours pour récupérer ses territoires en envahissant la Belgique. Les forces armées belges étant incapables de résister à l'armée néerlandaise, firent appel à l'aide de la France qui envoya une armée expéditionnaire pour chasser les néerlandais. La Belgique s'y trouva grandement discréditée et la guerre belgo-néerlandaise prit fin par la convention de Zonhoven signée le 18 novembre 1833. Il fallut toutefois attendre plusieurs années et un nouveau traité, bien moins avantageux pour la Belgique, pour que Guillaume 1er accepte de reconnaitre l'indépendance belge : le traité des XXIV articles, signé le 19 avril 1839.